# Ali Shojaei
Ali Shojaei (23 marzo 1953) è un ex calciatore iraniano, di ruolo difensore.